# Монтикиари
Монтикиа̀ри (на италиански: Montichiari, на източноломбардски: Monticiàr, Монтичар) е град и община в Северна Италия, провинция Бреша, регион Ломбардия. Разположено е на 104 m надморска височина. Населението на общината е 24 815 души (към 2010 г.).